# Лиотар, Жан-Этьен
Жан-Этье́н Лиота́р (фр. Jean-Étienne Liotard; 22 декабря 1702, Женева — 12 июня 1789, там же) — швейцарский график и живописец, мастер пастели, «живописец королей и красивых женщин», один из главных представителей ориентализма, в частности, стиля «тюркери», в западноевропейском искусстве XVIII века.

## Деятельность
Молодой Лиотар усердно занимался рисованием, миниатюрной и эмалевой живописью. В 1725 году он прибыл в Париж, чтобы совершенствоваться в искусстве, и нашёл себе покровителя в лице маркиза Пюизье, который, будучи назначен посланником в Неаполь, взял его туда с собой.
В 1736 году Лиотар переехал в Рим, где нарисовал множество портретов пастелью, в том числе портреты папы Климента XII и нескольких кардиналов, что заложило основу его известности. Склонность к приключениям увлекла его на Восток. В Константинополе он прожил пять лет, усвоил местные обычаи, оделся турком, что в то время представлялось крайне эксцентричным, и в этом виде явился в Вену, где император Франц I принял его милостиво. Он получил множество заказов и выполнил портреты Марии Терезии (гравированный в 1744 году Рейнспергером), многих членов императорского дома и представителей австрийской знати. Здесь же он нарисовал пастелью портрет Анны Бальдауф (Anna Baltauf), ставший известным под названием «Шоколадница» (фр. La belle chocolatière — «Прекрасная шоколадница»; находится в Дрезденской галерее). Этот портрет неоднократно копировался и гравировался.
Лиотар заказывал в Константинополе для себя лично и для портретируемых лиц восточные костюмы, а также театральные и маскарадные костюмы для дрезденского, венского и парижского дворов. Так он вошёл в историю художественного направления ориентализма и стиля, который во Франции того времени именовали тюркри, или «а ла турк» (фр. style turc, à la turque, turquerie). Восточный костюм так нравился Лиотару, что в 1744 году он изобразил самого себя в этом наряде на двух портретах — одном, написанном для галереи Уффици во Флоренции, и другом, находящемся в Дрезденской галерее. Из Вены Лиотар прибыл в Париж. Здесь он получил заказ на пастельный портрет от маркизы де Помпадур. Благодаря этому он получил титул королевского живописца и члена Академии, а также сделался модным портретистом в среде красавиц, блиставших в то время при французском дворе. На парижских выставках 1751—1753 годов работы Лиотара являлись во множестве; но это было для них пагубно, так как здесь рядом с ними выставлялись мастерские пастельные портреты Латура, с которыми сравнение было слишком невыгодно для Лиотара.
После четырёхлетнего пребывания в Париже Лиотар отправился в Англию (где познакомился с Фрэнсисом Котсом), а оттуда в Голландию. Конец своей жизни он провёл в Женеве. Кроме множества портретов, из которых многие были гравированы, им исполнено несколько картин. Сам он награвировал несколько офортов.
Работы художника оказало значительное воздействие на творчество Жана Юбера, с которым Лиотар был хорошо знаком.

## Галерея
- Портрет главного османского визиря, возможно Хекимоглу Али-паша. Ок. 1738–1743. Пастель. Лондон, Национальная галерея
- Портрет актрисы мадемуазель Жаке. Ок. 1748–1752. Пастель. Частное собрание
- Портрет М. Леветта в татарском костюме. Ок. 1740. Итальянский карандаш, сангина. Париж, Лувр
- Голландская девушка наливает шоколад. Ок. 1744. Холст, масло. Амстердам, Рийксмузеум
- Портрет императрицы Марии-Терезии. 1747. Темпера на меди. Амстердам, Рийксмузеум
- Турецкая женщина и её служанка. 1750. Холст, масло. Канзас Сити, Музей искусств Нельсона-Аткинса
- Портрет молодой негритянки. Ок. 1770. Пастель. Сент-Луис, Художественный музей